# 'Aïn el Guebli
'Aïn el Guebli är en källa i Algeriet. Den ligger i provinsen El Bayadh, i den norra delen av landet, 500 km sydväst om huvudstaden Alger. 'Aïn el Guebli ligger 1 229 meter över havet.
Terrängen runt 'Aïn el Guebli är kuperad österut, men västerut är den platt. Terrängen runt 'Aïn el Guebli sluttar västerut.  Runt 'Aïn el Guebli är det mycket glesbefolkat, med 2 invånare per kvadratkilometer. Omgivningarna runt 'Aïn el Guebli är i huvudsak ett öppet busklandskap.